# Naoja Kikuči
Naoja Kikuči (japonsko 菊地 直哉), japonski nogometaš, * 24. november 1984.
Za japonsko reprezentanco je odigral eno uradno tekmo.